# Драган Ћеранић
Драган Ћеранић (Нови Сад, 15. децембар 1976) је бивши српски кошаркаш. Играо је на позицији центра.

## Каријера
Каријеру је почео у екипи новосадске Војводине а касније је током каријере променио велики број клубова у Европи. Са екипом подгоричке Будућности је био првак СР Југославије у сезони 1998/99. и играо у финалу националног Купа 2002. године. Од познатијих клубова играо је још и за Варезе, Азовмаш, Остенде, АСВЕЛ а најдуже се од иностраних земаља задржао у Грчкој где је играо за чак шест екипа (Олимпија Лариса, Панелиниос, АЕЛ Лариса, Колосос Родос, Кавала и КАОД). Каријеру је завршио 2014. године играјући за Војводину у Другој лиги Србије.
Са младом репрезентацијом СР Југославије је освојио златну медаљу на Европском првенству 1998. године у Италији.

## Успеси

### Клупски
- Будућност:
  - Првенство СР Југославије (1): 1998/99.

### Репрезентативни
- Европско првенство до 22 године:  1998.